# Polo aquático no Campeonato Mundial de Esportes Aquáticos de 2024 - Torneio masculino

O torneio masculino de polo aquático no Campeonato Mundial de Esportes Aquáticos de 2024 foi realizada nos dias 5 a 17 de fevereiro de 2024 em Doha, no Catar 

## Cronograma
Todos os horários estão na hora local (UTC+3).
| Data            | Horário | Evento                                     |
| --------------- | ------- | ------------------------------------------ |
| 5 de fevereiro  | 09:00   | Fase de grupos                             |
| 7 de fevereiro  | 09:00   | Fase de grupos                             |
| 9 de fevereiro  | 09:00   | Fase de grupos                             |
| 11 de fevereiro | 09:00   | Repescagem/Partidas de classificação       |
| 13 de fevereiro | 09:00   | Quartas de final/Partidas de classificação |
| 15 de fevereiro | 09:00   | Semifinais/Partidas de classificação       |
| 17 de fevereiro | 10:00   | Final masculina                            |

## Qualificação
Das equipes classificadas, quatorze retornaram de 2023. A Romênia se classificou pela primeira vez em onze anos, enquanto o Brasil se classificou após desistir de 2023. Canadá e Argentina foram as únicas seleções que não conseguiram chegar a esta edição, mas fizeram 2023.
| Evento                                      | Datas                                 | Sede             | Vagas | Qualificados                       |
| ------------------------------------------- | ------------------------------------- | ---------------- | ----- | ---------------------------------- |
| Copa do Mundo de 2023                       | 8 de março - 2 de julho de 2023       | Los Angeles      | 2     | Espanha · Itália                   |
| Campeonato Mundial de 2023                  | 17 - 29 de julho de 2023              | Fukuoka          | 4     | Hungria · Grécia · Sérvia · França |
| Jogos Asiáticos de 2022                     | 2 -7 de outubro de 2023               | Hangzhou         | 3     | Japão · China · Cazaquistão        |
| Jogos Pan-Americanos de 2023                | 30 de outubro - 4 de novembro de 2023 | Santiago         | 2     | Estados Unidos · Brasil            |
| Campeonato Europeu de Polo Aquático de 2024 | 4 - 16 de janeiro de 2024             | Dubrovnik/Zagreb | 3     | Croácia · Montenegro · Romênia     |
| Seleção africana                            | —                                     | —                | 1     | África do Sul                      |
| Seleção da Oceania                          | —                                     | —                | 1     | Austrália                          |
| Total                                       |                                       |                  | 16    |                                    |

## Medalhistas
| Ouro | Prata | Bronze |
| Croácia · Mate Anić · Marko Bijač · Matias Biljaka · Rino Burić · Zvonimir Butić · Loren Fatović · Konstantin Harkov · Ivan Krapić · Filip Kržič · Franko Lazić · Luka Lončar · Jerko Marinić Kragić · Josip Vrlić · Ante Vukičević · Marko Žuvela | Itália · Lorenzo Bruni · Giacomo Cannella · Francesco Condemi · Luca Damonte · Marco Del Lungo · Francesco Di Fulvio · Edoardo Di Somma · Gonzalo Echenique · Andrea Fondelli · Matteo Iocchi Gratta · Luca Marziali · Gianmarco Nicosia · Nicholas Presciutti · Vincenzo Renzuto · Alessandro Velotto | França · Unai Aguirre · Unai Biel · Alejandro Bustos Sánchez · Sergi Cabañas Pegado · Martin Faměra · Álvaro Granados Ortega · Marc Larumbe Gonfaus · Eduardo Lorrio · Blai Mallarach · Alberto Munarriz · Felipe Perrone · Bernat Sanahuja · Roger Tahull · Miguel de Toro · Fran Valera |

## Formato da competição
O torneio consiste em duas fases, contendo: fase de grupos, repescagem, quartas de final, semifinal e final. Na primeira fase, ou fase de grupos, as 16 seleções são divididos em quatro grupos contendo cada uma quatro seleções, que enfrentam-se uma única vez, a primeira colocada, classifica-se direto às quartas de final; por sua vez, a segunda e terceiras colocadas, avançam até a repescagem.
Nesta segunda fase, as seleções realizam partidas eliminatórias alternadas, a segunda colocada de determinado grupo, enfrenta a terceira de outro e assim sucessivamente definindo as vencedores que classificam-se às quartas de final e assim a competição continua até a semifinal e por conseguinte, final. Todavia, para definir a colocação de cada uma, são realizadas partidas de rque definem desde a décima quinta posição até a quarta. 

## Sorteio
O sorteio foi realizado em 7 de novembro de 2024.
| Pote 1     | Pote 2  | Pote 3      | Pote 4         |
| ---------- | ------- | ----------- | -------------- |
| Hungria    | Grécia  | Espanha     | Sérvia         |
| Itália     | França  | Croácia     | Estados Unidos |
| Montenegro | Roménia | Brasil      | Austrália      |
| Japão      | China   | Cazaquistão | África do Sul  |

## Primeira fase
Todos os horários estão na hora local (UTC+3).

### Grupo A
| Pos. | Seleção       | J | V | VP | DP | D | GM | GS | SG  | Pts | Qualificação     |
| ---- | ------------- | - | - | -- | -- | - | -- | -- | --- | --- | ---------------- |
| 1.   | Espanha       | 3 | 3 | 0  | 0  | 0 | 46 | 20 | +26 | 9   | Quartas de final |
| 2.   | Croácia       | 3 | 2 | 0  | 0  | 1 | 48 | 24 | +24 | 6   | Playoffs         |
| 3.   | Austrália     | 3 | 1 | 0  | 0  | 2 | 46 | 35 | +11 | 3   | Playoffs         |
| 4.   | África do Sul | 3 | 0 | 0  | 0  | 3 | 18 | 79 | -61 | 0   |                  |

| 5 de fevereiro de 2024 09:00 | Súmula | África do Sul                              | 5–21 | Espanha          | Aspire Dome, Doha Árbitros: Viktor Salnichenko (KAZ), Cheng Beng Guan (SGP) |
| 5 de fevereiro de 2024 09:00 | Súmula | Pontuação por períodos: 1–6, 0–7, 0–4, 4–4 |      |                  | Aspire Dome, Doha Árbitros: Viktor Salnichenko (KAZ), Cheng Beng Guan (SGP) |
| 5 de fevereiro de 2024 09:00 | Súmula | Van Zyl 3                                  | Gols | Biel, Granados 4 | Aspire Dome, Doha Árbitros: Viktor Salnichenko (KAZ), Cheng Beng Guan (SGP) |

| 5 de fevereiro de 2024 13:30 | Súmula | Croácia                                    | 13–8 | Austrália              | Aspire Dome, Doha Árbitros: Michiel Zwart (NED), György Kun (HUN) |
| 5 de fevereiro de 2024 13:30 | Súmula | Pontuação por períodos: 5–1, 4–2, 2–2, 2–3 |      |                        | Aspire Dome, Doha Árbitros: Michiel Zwart (NED), György Kun (HUN) |
| 5 de fevereiro de 2024 13:30 | Súmula | seis jogadores 2                           | Gols | Berehulak, Pavillard 2 | Aspire Dome, Doha Árbitros: Michiel Zwart (NED), György Kun (HUN) |

| 7 de fevereiro de 2024 13:30 | Súmula | Austrália                                  | 29–7 | África do Sul | Aspire Dome, Doha Árbitros: David Couper (NZL), Cheng Beng Guan (SGP) |
| 7 de fevereiro de 2024 13:30 | Súmula | Pontuação por períodos: 6–2, 8–1, 7–1, 8–3 |      |               | Aspire Dome, Doha Árbitros: David Couper (NZL), Cheng Beng Guan (SGP) |
| 7 de fevereiro de 2024 13:30 | Súmula | Edwards 6                                  | Gols | Stone 2       | Aspire Dome, Doha Árbitros: David Couper (NZL), Cheng Beng Guan (SGP) |

| 7 de fevereiro de 2024 19:00 | Súmula | Espanha                                    | 10–6 | Croácia   | Aspire Dome, Doha Árbitros: Boris Margeta (SLO), Darren Spiritosanto (USA) |
| 7 de fevereiro de 2024 19:00 | Súmula | Pontuação por períodos: 2–1, 3–2, 1–0, 4–3 |      |           | Aspire Dome, Doha Árbitros: Boris Margeta (SLO), Darren Spiritosanto (USA) |
| 7 de fevereiro de 2024 19:00 | Súmula | Granados 3                                 | Gols | Fatović 3 | Aspire Dome, Doha Árbitros: Boris Margeta (SLO), Darren Spiritosanto (USA) |

| 9 de fevereiro de 2024 13:30 | Súmula | Austrália                                  | 9–15 | Espanha          | Aspire Dome, Doha Árbitros: György Kun (HUN), Darren Spiritosanto (USA) |
| 9 de fevereiro de 2024 13:30 | Súmula | Pontuação por períodos: 2–4, 3–2, 2–4, 2–5 |      |                  | Aspire Dome, Doha Árbitros: György Kun (HUN), Darren Spiritosanto (USA) |
| 9 de fevereiro de 2024 13:30 | Súmula | Mercep 3                                   | Gols | três jogadores 3 | Aspire Dome, Doha Árbitros: György Kun (HUN), Darren Spiritosanto (USA) |

| 9 de fevereiro de 2024 16:00 | Súmula | África do Sul                              | 6–29 | Croácia        | Aspire Dome, Doha Árbitros: Ashleigh Kaeshler (AUS), Yuri Maciel (BRA) |
| 9 de fevereiro de 2024 16:00 | Súmula | Pontuação por períodos: 2–7, 1–7, 3–7, 0–8 |      |                | Aspire Dome, Doha Árbitros: Ashleigh Kaeshler (AUS), Yuri Maciel (BRA) |
| 9 de fevereiro de 2024 16:00 | Súmula | Tucker 2                                   | Gols | Marinić Kragić | Aspire Dome, Doha Árbitros: Ashleigh Kaeshler (AUS), Yuri Maciel (BRA) |

### Grupo B
| Pos. | Seleção | J | V | VP | DP | D | GM | GS | SG  | Pts | Qualificação     |
| ---- | ------- | - | - | -- | -- | - | -- | -- | --- | --- | ---------------- |
| 1.   | Grécia  | 3 | 3 | 0  | 0  | 0 | 60 | 22 | +38 | 9   | Quartas de final |
| 2.   | França  | 3 | 2 | 0  | 0  | 1 | 44 | 33 | +11 | 6   | Playoffs         |
| 3.   | China   | 3 | 1 | 0  | 0  | 2 | 25 | 48 | -23 | 3   | Playoffs         |
| 4.   | Brasil  | 3 | 0 | 0  | 0  | 3 | 23 | 49 | -26 | 0   |                  |

| 5 de fevereiro de 2024 10:30 | Súmula | China                                      | 6–24 | Grécia        | Aspire Dome, Doha Árbitros: Alessandro Severo (ITA), Stanko Ivanovski (MNE) |
| 5 de fevereiro de 2024 10:30 | Súmula | Pontuação por períodos: 1–4, 0–6, 3–7, 2–7 |      |               | Aspire Dome, Doha Árbitros: Alessandro Severo (ITA), Stanko Ivanovski (MNE) |
| 5 de fevereiro de 2024 10:30 | Súmula | Xie 2                                      | Gols | Genidounias 5 | Aspire Dome, Doha Árbitros: Alessandro Severo (ITA), Stanko Ivanovski (MNE) |

| 5 de fevereiro de 2024 12:00 | Súmula | Brasil                                     | 11–16 | França    | Aspire Dome, Doha Árbitros: Darren Spiritosanto (USA), Andreia Stanojević (SRB) |
| 5 de fevereiro de 2024 12:00 | Súmula | Pontuação por períodos: 1–3, 4–5, 3–4, 3–4 |       |           | Aspire Dome, Doha Árbitros: Darren Spiritosanto (USA), Andreia Stanojević (SRB) |
| 5 de fevereiro de 2024 12:00 | Súmula | R. Real 5                                  | Gols  | Vernoux 6 | Aspire Dome, Doha Árbitros: Darren Spiritosanto (USA), Andreia Stanojević (SRB) |

| 7 de fevereiro de 2024 09:00 | Súmula | França                                     | 16–9 | China     | Aspire Dome, Doha Árbitros: Stanko Ivanovski (MNE), Andreia Stanojević (SRB) |
| 7 de fevereiro de 2024 09:00 | Súmula | Pontuação por períodos: 3–3, 4–2, 2–1, 7–3 |      |           | Aspire Dome, Doha Árbitros: Stanko Ivanovski (MNE), Andreia Stanojević (SRB) |
| 7 de fevereiro de 2024 09:00 | Súmula | Vernoux 6                                  | Gols | Chen Z. 3 | Aspire Dome, Doha Árbitros: Stanko Ivanovski (MNE), Andreia Stanojević (SRB) |

| 7 de fevereiro de 2024 10:30 | Súmula | Grécia                                     | 23–4 | Brasil  | Aspire Dome, Doha Árbitros: György Kun (HUN), Alessandro Severo (ITA) |
| 7 de fevereiro de 2024 10:30 | Súmula | Pontuação por períodos: 6–3, 4–0, 6–0, 7–1 |      |         | Aspire Dome, Doha Árbitros: György Kun (HUN), Alessandro Severo (ITA) |
| 7 de fevereiro de 2024 10:30 | Súmula | Fountoulis 4                               | Gols | Pires 2 | Aspire Dome, Doha Árbitros: György Kun (HUN), Alessandro Severo (ITA) |

| 9 de fevereiro de 2024 19:00 | Súmula | Grécia                                     | 13–12 | França           | Aspire Dome, Doha Árbitros: Andrej Franulović (CRO), Zhang Liang (CHN) |
| 9 de fevereiro de 2024 19:00 | Súmula | Pontuação por períodos: 3–3, 4–3, 3–2, 3–4 |       |                  | Aspire Dome, Doha Árbitros: Andrej Franulović (CRO), Zhang Liang (CHN) |
| 9 de fevereiro de 2024 19:00 | Súmula | quatro jogadores 2                         | Gols  | Marion-Vernoux 4 | Aspire Dome, Doha Árbitros: Andrej Franulović (CRO), Zhang Liang (CHN) |

| 9 de fevereiro de 2024 20:30 | Súmula | Brasil                                     | 8–10 | China     | Aspire Dome, Doha Árbitros: Alessandro Severo (ITA), David Couper (NZL) |
| 9 de fevereiro de 2024 20:30 | Súmula | Pontuação por períodos: 3–2, 2–1, 1–3, 2–4 |      |           | Aspire Dome, Doha Árbitros: Alessandro Severo (ITA), David Couper (NZL) |
| 9 de fevereiro de 2024 20:30 | Súmula | Freitas 3                                  | Gols | Chen Z. 3 | Aspire Dome, Doha Árbitros: Alessandro Severo (ITA), David Couper (NZL) |

### Grupo C
| Pos. | Seleção        | J | V | VP | DP | D | GM | GS | SG  | Pts | Qualificação     |
| ---- | -------------- | - | - | -- | -- | - | -- | -- | --- | --- | ---------------- |
| 1.   | Sérvia         | 3 | 3 | 0  | 0  | 0 | 45 | 28 | +17 | 9   | Quartas de final |
| 2.   | Montenegro     | 3 | 1 | 1  | 0  | 1 | 30 | 36 | -6  | 5   | Playoffs         |
| 3.   | Estados Unidos | 3 | 1 | 0  | 1  | 1 | 41 | 30 | +11 | 4   | Playoffs         |
| 4.   | Japão          | 3 | 0 | 0  | 0  | 3 | 26 | 48 | -22 | 0   |                  |

| 5 de fevereiro de 2024 16:00 | Súmula | Japão                                      | 10–17 | Sérvia   | Aspire Dome, Doha Árbitros: Georgios Stavridis (GRE), Andrej Franulović (CRO) |
| 5 de fevereiro de 2024 16:00 | Súmula | Pontuação por períodos: 3–4, 4–4, 1–5, 2–4 |       |          | Aspire Dome, Doha Árbitros: Georgios Stavridis (GRE), Andrej Franulović (CRO) |
| 5 de fevereiro de 2024 16:00 | Súmula | três jogadores 2                           | Gols  | Jakšić 4 | Aspire Dome, Doha Árbitros: Georgios Stavridis (GRE), Andrej Franulović (CRO) |

| 5 de fevereiro de 2024 17:30 | Súmula | Montenegro                                          | 16–15 | Estados Unidos | Aspire Dome, Doha Árbitros: Boris Margeta (SLO), Frank Ohme (GER) |
| 5 de fevereiro de 2024 17:30 | Súmula | Pontuação por períodos: 3–1, 2–3, 4–3, 2–4 PEN: 5–4 |       |                | Aspire Dome, Doha Árbitros: Boris Margeta (SLO), Frank Ohme (GER) |
| 5 de fevereiro de 2024 17:30 | Súmula | três jogadores 2                                    | Gols  | Bowen 5        | Aspire Dome, Doha Árbitros: Boris Margeta (SLO), Frank Ohme (GER) |

| 7 de fevereiro de 2024 12:00 | Súmula | Estados Unidos                             | 18–5 | Japão     | Aspire Dome, Doha Árbitros: Xavi Buch (ESP), Sébastien Dervieux (FRA) |
| 7 de fevereiro de 2024 12:00 | Súmula | Pontuação por períodos: 4–1, 4–0, 4–2, 6–2 |      |           | Aspire Dome, Doha Árbitros: Xavi Buch (ESP), Sébastien Dervieux (FRA) |
| 7 de fevereiro de 2024 12:00 | Súmula | Hooper 6                                   | Gols | Ogihara 2 | Aspire Dome, Doha Árbitros: Xavi Buch (ESP), Sébastien Dervieux (FRA) |

| 7 de fevereiro de 2024 17:30 | Súmula | Sérvia                                     | 14–6 | Montenegro       | Aspire Dome, Doha Árbitros: Michiel Zwart (NED), Andrej Franulović (CRO) |
| 7 de fevereiro de 2024 17:30 | Súmula | Pontuação por períodos: 4–1, 2–2, 5–3, 3–0 |      |                  | Aspire Dome, Doha Árbitros: Michiel Zwart (NED), Andrej Franulović (CRO) |
| 7 de fevereiro de 2024 17:30 | Súmula | Mandić 4                                   | Gols | seis jogadores 1 | Aspire Dome, Doha Árbitros: Michiel Zwart (NED), Andrej Franulović (CRO) |

| 9 de fevereiro de 2024 09:00 | Súmula | Montenegro                                 | 13–11 | Japão      | Aspire Dome, Doha Árbitros: Michiel Zwart (NED), Frank Ohme (GER) |
| 9 de fevereiro de 2024 09:00 | Súmula | Pontuação por períodos: 3–2, 2–3, 4–0, 4–6 |       |            | Aspire Dome, Doha Árbitros: Michiel Zwart (NED), Frank Ohme (GER) |
| 9 de fevereiro de 2024 09:00 | Súmula | Matković 4                                 | Gols  | Watanabe 5 | Aspire Dome, Doha Árbitros: Michiel Zwart (NED), Frank Ohme (GER) |

| 9 de fevereiro de 2024 17:30 | Súmula | Sérvia                                     | 14–12 | Estados Unidos | Aspire Dome, Doha Árbitros: Boris Margeta (SLO), Georgios Stavridis (GRE) |
| 9 de fevereiro de 2024 17:30 | Súmula | Pontuação por períodos: 2–3, 3–4, 6–1, 3–4 |       |                | Aspire Dome, Doha Árbitros: Boris Margeta (SLO), Georgios Stavridis (GRE) |
| 9 de fevereiro de 2024 17:30 | Súmula | three players 3                            | Gols  | Daube 4        | Aspire Dome, Doha Árbitros: Boris Margeta (SLO), Georgios Stavridis (GRE) |

### Grupo D
| Pos. | Seleção     | J | V | VP | DP | D | GM | GS | SG  | Pts | Qualificação     |
| ---- | ----------- | - | - | -- | -- | - | -- | -- | --- | --- | ---------------- |
| 1.   | Hungria     | 3 | 2 | 1  | 0  | 0 | 52 | 18 | +34 | 8   | Quartas de final |
| 2.   | Itália      | 3 | 2 | 0  | 1  | 0 | 58 | 22 | +36 | 7   | Playoffs         |
| 3.   | Roménia     | 3 | 1 | 0  | 0  | 2 | 43 | 34 | +9  | 4   | Playoffs         |
| 4.   | Cazaquistão | 3 | 0 | 0  | 0  | 3 | 7  | 86 | -79 | 0   |                  |

| 5 de fevereiro de 2024 19:00 | Súmula | Itália                                      | 33–3 | Cazaquistão      | Aspire Dome, Doha Árbitros: Zhang Liang (CHN), Matan Schwartz (ISR) |
| 5 de fevereiro de 2024 19:00 | Súmula | Pontuação por períodos: 6–1, 10–1, 8–1, 9–0 |      |                  | Aspire Dome, Doha Árbitros: Zhang Liang (CHN), Matan Schwartz (ISR) |
| 5 de fevereiro de 2024 19:00 | Súmula | Cannella, Fondelli 7                        | Gols | três jogadores 1 | Aspire Dome, Doha Árbitros: Zhang Liang (CHN), Matan Schwartz (ISR) |

| 5 de fevereiro de 2024 20:30 | Súmula | Roménia                                    | 8–15 | Hungria          | Aspire Dome, Doha Árbitros: Xavi Buch (ESP), Sébastien Dervieux (FRA) |
| 5 de fevereiro de 2024 20:30 | Súmula | Pontuação por períodos: 2–5, 2–5, 3–2, 1–3 |      |                  | Aspire Dome, Doha Árbitros: Xavi Buch (ESP), Sébastien Dervieux (FRA) |
| 5 de fevereiro de 2024 20:30 | Súmula | Fulea, Georgescu 2                         | Gols | Vámos, Zalánki 3 | Aspire Dome, Doha Árbitros: Xavi Buch (ESP), Sébastien Dervieux (FRA) |

| 7 de fevereiro de 2024 16:00 | Súmula | Cazaquistão                                | 3–25 | Roménia            | Aspire Dome, Doha Árbitros: Zhang Liang (CHN), Matan Schwartz (ISR) |
| 7 de fevereiro de 2024 16:00 | Súmula | Pontuação por períodos: 1–7, 1–6, 0–5, 1–7 |      |                    | Aspire Dome, Doha Árbitros: Zhang Liang (CHN), Matan Schwartz (ISR) |
| 7 de fevereiro de 2024 16:00 | Súmula | três jogadores 1                           | Gols | Fulea, Prioteasa 5 | Aspire Dome, Doha Árbitros: Zhang Liang (CHN), Matan Schwartz (ISR) |

| 7 de fevereiro de 2024 20:30 | Súmula | Hungria                                             | 15–14 | Itália      | Aspire Dome, Doha Árbitros: Georgios Stavridis (GRE), Frank Ohme (GER) |
| 7 de fevereiro de 2024 20:30 | Súmula | Pontuação por períodos: 2–2, 2–2, 3–3, 2–2 PEN: 6–5 |       |             | Aspire Dome, Doha Árbitros: Georgios Stavridis (GRE), Frank Ohme (GER) |
| 7 de fevereiro de 2024 20:30 | Súmula | três jogadores 2                                    | Gols  | Di Fulvio 3 | Aspire Dome, Doha Árbitros: Georgios Stavridis (GRE), Frank Ohme (GER) |

| 9 de fevereiro de 2024 10:30 | Súmula | Cazaquistão                                | 1–28 | Hungria   | Aspire Dome, Doha Árbitros: Hélène Painchaud (CAN), Cheng Beng Guan (SGP) |
| 9 de fevereiro de 2024 10:30 | Súmula | Pontuação por períodos: 0–8, 0–5, 0–8, 1–7 |      |           | Aspire Dome, Doha Árbitros: Hélène Painchaud (CAN), Cheng Beng Guan (SGP) |
| 9 de fevereiro de 2024 10:30 | Súmula | Yeremin 1                                  | Gols | Vigvári 5 | Aspire Dome, Doha Árbitros: Hélène Painchaud (CAN), Cheng Beng Guan (SGP) |

| 9 de fevereiro de 2024 12:00 | Súmula | Roménia                                    | 10–16 | Itália      | Aspire Dome, Doha Árbitros: Sébastien Dervieux (FRA), Lucas Letshabo (RSA) |
| 9 de fevereiro de 2024 12:00 | Súmula | Pontuação por períodos: 3–4, 4–4, 2–5, 1–3 |       |             | Aspire Dome, Doha Árbitros: Sébastien Dervieux (FRA), Lucas Letshabo (RSA) |
| 9 de fevereiro de 2024 12:00 | Súmula | Georgescu 3                                | Gols  | Di Fulvio 5 | Aspire Dome, Doha Árbitros: Sébastien Dervieux (FRA), Lucas Letshabo (RSA) |

## Segunda fase
Fase eliminatória
|  | Playoffs        | Playoffs        |                 |        | Quartas-de-final | Quartas-de-final |    |  | Semifinal | Semifinal |  |  | Final | Final |
|  |                 |                 |                 |        |                  |                  |    |  |           |           |  |  |       |       |
|  |                 |                 |                 |        |                  |                  |    |  |           |           |  |  |       |       |
|  |                 |                 |                 |        |                  |                  |    |  |           |           |  |  |       |       |
|  |                 |                 |                 |        |                  |                  |    |  |           |           |  |  |       |       |
|  | 13 de fevereiro |                 |                 |        |                  |                  |    |  |           |           |  |  |       |       |
|  |                 |                 |                 |        |                  |                  |    |  |           |           |  |  |       |       |
|  | Espanha         | 15              |                 |        |                  |                  |    |  |           |           |  |  |       |       |
|  | Espanha         | 15              | 11 de fevereiro |        |                  |                  |    |  |           |           |  |  |       |       |
|  |                 |                 | Montenegro      | 12     |                  |                  |    |  |           |           |  |  |       |       |
|  | Montenegro      | 12              | Montenegro      | 12     |                  |                  |    |  |           |           |  |  |       |       |
|  | Montenegro      | 12              | 15 de fevereiro |        |                  |                  |    |  |           |           |  |  |       |       |
|  | Roménia         | 9               |                 |        |                  |                  |    |  |           |           |  |  |       |       |
|  | Roménia         | 9               | Espanha         | 6      |                  |                  |    |  |           |           |  |  |       |       |
|  |                 |                 | Espanha         | 6      |                  |                  |    |  |           |           |  |  |       |       |
|  |                 | Itália          | 8               |        |                  |                  |    |  |           |           |  |  |       |       |
|  |                 | Itália          | 8               |        |                  |                  |    |  |           |           |  |  |       |       |
|  | 13 de fevereiro |                 |                 |        |                  |                  |    |  |           |           |  |  |       |       |
|  |                 |                 |                 |        |                  |                  |    |  |           |           |  |  |       |       |
|  | Grécia          | 10              |                 |        |                  |                  |    |  |           |           |  |  |       |       |
|  | Grécia          | 10              | 11 de fevereiro |        |                  |                  |    |  |           |           |  |  |       |       |
|  |                 |                 | Itália          | 11     |                  |                  |    |  |           |           |  |  |       |       |
|  | Estados Unidos  | 12              | Itália          | 11     |                  |                  |    |  |           |           |  |  |       |       |
|  | Estados Unidos  | 12              | 17 de fevereiro |        |                  |                  |    |  |           |           |  |  |       |       |
|  | Itália          | 13              |                 |        |                  |                  |    |  |           |           |  |  |       |       |
|  | Itália          | 13              | Itália          | 11 (2) |                  |                  |    |  |           |           |  |  |       |       |
|  |                 |                 | Itália          | 11 (2) |                  |                  |    |  |           |           |  |  |       |       |
|  |                 | Croácia         | 11 (4)          |        |                  |                  |    |  |           |           |  |  |       |       |
|  |                 | Croácia         | 11 (4)          |        |                  |                  |    |  |           |           |  |  |       |       |
|  | 13 de fevereiro |                 |                 |        |                  |                  |    |  |           |           |  |  |       |       |
|  |                 |                 |                 |        |                  |                  |    |  |           |           |  |  |       |       |
|  | Sérvia          | 13              |                 |        |                  |                  |    |  |           |           |  |  |       |       |
|  | Sérvia          | 13              | 11 de fevereiro |        |                  |                  |    |  |           |           |  |  |       |       |
|  |                 |                 | Croácia         | 15     |                  |                  |    |  |           |           |  |  |       |       |
|  | Croácia         | 22              | Croácia         | 15     |                  |                  |    |  |           |           |  |  |       |       |
|  | Croácia         | 22              | 15 de fevereiro |        |                  |                  |    |  |           |           |  |  |       |       |
|  | China           | 4               |                 |        |                  |                  |    |  |           |           |  |  |       |       |
|  | China           | 4               | Croácia         | 11 (6) |                  |                  |    |  |           |           |  |  |       |       |
|  |                 |                 | Croácia         | 11 (6) |                  |                  |    |  |           |           |  |  |       |       |
|  |                 | França          | 11 (5)          |        | Terceiro lugar   | Terceiro lugar   |    |  |           |           |  |  |       |       |
|  |                 | França          | 11 (5)          |        | Terceiro lugar   | Terceiro lugar   |    |  |           |           |  |  |       |       |
|  | 13 de fevereiro | 13 de fevereiro |                 |        | 17 de fevereiro  | 17 de fevereiro  |    |  |           |           |  |  |       |       |
|  | 13 de fevereiro | 13 de fevereiro |                 |        | 17 de fevereiro  | 17 de fevereiro  |    |  |           |           |  |  |       |       |
|  | Hungria         | 10              | Espanha         | 14     |                  |                  |    |  |           |           |  |  |       |       |
|  | Hungria         | 10              | Espanha         | 14     | 11 de fevereiro  |                  |    |  |           |           |  |  |       |       |
|  |                 |                 | França          | 11     |                  | França           | 10 |  |           |           |  |  |       |       |
|  | Austrália       | 8               | França          | 11     |                  | França           | 10 |  |           |           |  |  |       |       |
|  | Austrália       | 8               |                 |        |                  |                  |    |  |           |           |  |  |       |       |
|  | França          | 11              |                 |        |                  |                  |    |  |           |           |  |  |       |       |
|  | França          | 11              |                 |        |                  |                  |    |  |           |           |  |  |       |       |

5º lugar
|  | Semifinais      | Semifinais |                 |    | 5º lugar | 5º lugar |
|  |                 |            |                 |    |          |          |
|  | 15 de fevereiro |            |                 |    |          |          |
|  |                 |            |                 |    |          |          |
|  | Montenegro      | 10 (3)     |                 |    |          |          |
|  | Montenegro      | 10 (3)     | 17 de fevereiro |    |          |          |
|  | Grécia          | 10 (4)     |                 |    |          |          |
|  | Grécia          | 10 (4)     | Grécia          | 15 |          |          |
|  | 15 de fevereiro |            | Grécia          | 15 |          |          |
|  |                 | Sérvia     | 11              |    |          |          |
|  | Sérvia          | Sérvia     | 11              | 11 |          |          |
|  | Sérvia          |            |                 | 11 |          |          |
|  | Hungria         | 10         |                 |    |          |          |
|  | Hungria         | 10         | 7º lugar        |    |          |          |
|  |                 |            |                 |    |          |          |
|  | 17 de fevereiro |            |                 |    |          |          |
|  |                 |            |                 |    |          |          |
|  | Montenegro      | 14 (2)     |                 |    |          |          |
|  | Montenegro      | 14 (2)     |                 |    |          |          |
|  | Hungria         | 14 (4)     |                 |    |          |          |

9º lugar
|  | Semifinais      | Semifinais     |                 |    | 9º lugar | 9º lugar |
|  |                 |                |                 |    |          |          |
|  | 13 de fevereiro |                |                 |    |          |          |
|  |                 |                |                 |    |          |          |
|  | China           | 7              |                 |    |          |          |
|  | China           | 7              | 15 de fevereiro |    |          |          |
|  | Roménia         | 9              |                 |    |          |          |
|  | Roménia         | 9              | Roménia         | 9  |          |          |
|  | 13 de fevereiro |                | Roménia         | 9  |          |          |
|  |                 | Estados Unidos | 13              |    |          |          |
|  | Austrália       | Estados Unidos | 13              | 10 |          |          |
|  | Austrália       |                |                 | 10 |          |          |
|  | Estados Unidos  | 16             |                 |    |          |          |
|  | Estados Unidos  | 16             | 11º lugar       |    |          |          |
|  |                 |                |                 |    |          |          |
|  | 15 de fevereiro |                |                 |    |          |          |
|  |                 |                |                 |    |          |          |
|  | China           | 7              |                 |    |          |          |
|  | China           | 7              |                 |    |          |          |
|  | Austrália       | 17             |                 |    |          |          |

13º lugar
|  | Semifinais      | Semifinais |                 |    | 13º lugar | 13º lugar |
|  |                 |            |                 |    |           |           |
|  | 11 de fevereiro |            |                 |    |           |           |
|  |                 |            |                 |    |           |           |
|  | África do Sul   | 5          |                 |    |           |           |
|  | África do Sul   | 5          | 13 de fevereiro |    |           |           |
|  | Brasil          | 18         |                 |    |           |           |
|  | Brasil          | 18         | Brasil          | 11 |           |           |
|  | 11 de fevereiro |            | Brasil          | 11 |           |           |
|  |                 | Japão      | 22              |    |           |           |
|  | Japão           | Japão      | 22              | 17 |           |           |
|  | Japão           |            |                 | 17 |           |           |
|  | Cazaquistão     | 4          |                 |    |           |           |
|  | Cazaquistão     | 4          | 15º lugar       |    |           |           |
|  |                 |            |                 |    |           |           |
|  | 13 de fevereiro |            |                 |    |           |           |
|  |                 |            |                 |    |           |           |
|  | África do Sul   | 11         |                 |    |           |           |
|  | África do Sul   | 11         |                 |    |           |           |
|  | Cazaquistão     | 10         |                 |    |           |           |

### Playoffs
| 11 de fevereiro de 2024 12:00 | Súmula | Croácia                                    | 22–4 | China              | Aspire Dome, Doha Árbitros: Sébastien Dervieux (FRA), Stanko Ivanovski (MNE) |
| 11 de fevereiro de 2024 12:00 | Súmula | Pontuação por períodos: 5–2, 5–1, 6–1, 6–0 |      |                    | Aspire Dome, Doha Árbitros: Sébastien Dervieux (FRA), Stanko Ivanovski (MNE) |
| 11 de fevereiro de 2024 12:00 | Súmula | Kharkov 4                                  | Gols | quatro jogadores 1 | Aspire Dome, Doha Árbitros: Sébastien Dervieux (FRA), Stanko Ivanovski (MNE) |

| 11 de fevereiro de 2024 16:00 | Súmula | Austrália                                  | 8–11 | França  | Aspire Dome, Doha Árbitros: Frank Ohme (GER), Andreia Stanojević (SRB) |
| 11 de fevereiro de 2024 16:00 | Súmula | Pontuação por períodos: 3–2, 3–4, 1–2, 1–3 |      |         | Aspire Dome, Doha Árbitros: Frank Ohme (GER), Andreia Stanojević (SRB) |
| 11 de fevereiro de 2024 16:00 | Súmula | Maksimović 2                               | Gols | Bouet 4 | Aspire Dome, Doha Árbitros: Frank Ohme (GER), Andreia Stanojević (SRB) |

| 11 de fevereiro de 2024 17:30 | Súmula | Montenegro                                 | 12–9 | Roménia | Aspire Dome, Doha Árbitros: György Kun (HUN), Alessandro Severo (ITA) |
| 11 de fevereiro de 2024 17:30 | Súmula | Pontuação por períodos: 3–5, 4–1, 2–2, 3–1 |      |         | Aspire Dome, Doha Árbitros: György Kun (HUN), Alessandro Severo (ITA) |
| 11 de fevereiro de 2024 17:30 | Súmula | Averka, Perković 3                         | Gols | Fulea 3 | Aspire Dome, Doha Árbitros: György Kun (HUN), Alessandro Severo (ITA) |

| 11 de fevereiro de 2024 19:00 | Súmula | Estados Unidos                             | 12–13 | Itália                | Aspire Dome, Doha Árbitros: Xavi Buch (ESP), Michiel Zwart (NED) |
| 11 de fevereiro de 2024 19:00 | Súmula | Pontuação por períodos: 3–3, 1–3, 4–4, 4–3 |       |                       | Aspire Dome, Doha Árbitros: Xavi Buch (ESP), Michiel Zwart (NED) |
| 11 de fevereiro de 2024 19:00 | Súmula | Daube 4                                    | Gols  | Di Fulvio, Fondelli 3 | Aspire Dome, Doha Árbitros: Xavi Buch (ESP), Michiel Zwart (NED) |

### Quartas de final
| 13 de fevereiro de 2024 16:00 | Súmula | Espanha                                    | 15–12 | Montenegro | Aspire Dome, Doha Árbitros: Michiel Zwart (NED), Andrej Franulović (CRO) |
| 13 de fevereiro de 2024 16:00 | Súmula | Pontuação por períodos: 5–2, 3–5, 5–0, 2–5 |       |            | Aspire Dome, Doha Árbitros: Michiel Zwart (NED), Andrej Franulović (CRO) |
| 13 de fevereiro de 2024 16:00 | Súmula | Perrone 5                                  | Gols  | Mršić 4    | Aspire Dome, Doha Árbitros: Michiel Zwart (NED), Andrej Franulović (CRO) |

| 13 de fevereiro de 2024 17:30 | Súmula | Grécia                                     | 10–11 | Itália           | Aspire Dome, Doha Árbitros: Boris Margeta (SLO), Sébastien Dervieux (FRA) |
| 13 de fevereiro de 2024 17:30 | Súmula | Pontuação por períodos: 3–1, 2–5, 3–2, 2–3 |       |                  | Aspire Dome, Doha Árbitros: Boris Margeta (SLO), Sébastien Dervieux (FRA) |
| 13 de fevereiro de 2024 17:30 | Súmula | Genidounias 3                              | Gols  | três jogadores 2 | Aspire Dome, Doha Árbitros: Boris Margeta (SLO), Sébastien Dervieux (FRA) |

| 13 de fevereiro de 2024 19:00 | Súmula | Sérvia                                     | 13–15 | Croácia   | Aspire Dome, Doha Árbitros: Georgios Stavridis (GRE), Frank Ohme (GER) |
| 13 de fevereiro de 2024 19:00 | Súmula | Pontuação por períodos: 4–4, 5–5, 1–2, 3–4 |       |           | Aspire Dome, Doha Árbitros: Georgios Stavridis (GRE), Frank Ohme (GER) |
| 13 de fevereiro de 2024 19:00 | Súmula | S. Rašović 3                               | Gols  | Fatović 4 | Aspire Dome, Doha Árbitros: Georgios Stavridis (GRE), Frank Ohme (GER) |

| 13 de fevereiro de 2024 20:30 | Súmula | Hungria                                    | 10–11 | França    | Aspire Dome, Doha Árbitros: Xavi Buch (ESP), Darren Spiritosanto (USA) |
| 13 de fevereiro de 2024 20:30 | Súmula | Pontuação por períodos: 4–2, 3–1, 1–3, 2–5 |       |           | Aspire Dome, Doha Árbitros: Xavi Buch (ESP), Darren Spiritosanto (USA) |
| 13 de fevereiro de 2024 20:30 | Súmula | Zalánki 3                                  | Gols  | Vernoux 5 | Aspire Dome, Doha Árbitros: Xavi Buch (ESP), Darren Spiritosanto (USA) |

### Semifinais do 13º ao 16º lugares
| 11 de fevereiro de 2024 09:30 | Súmula | África do Sul                              | 5–18 | Brasil             | Aspire Dome, Doha Árbitros: Matan Schwartz (ISR), Giuliana Nicolosi (ITA) |
| 11 de fevereiro de 2024 09:30 | Súmula | Pontuação por períodos: 4–5, 0–4, 0–3, 1–6 |      |                    | Aspire Dome, Doha Árbitros: Matan Schwartz (ISR), Giuliana Nicolosi (ITA) |
| 11 de fevereiro de 2024 09:30 | Súmula | Howard 2                                   | Gols | Freitas, R. Real 4 | Aspire Dome, Doha Árbitros: Matan Schwartz (ISR), Giuliana Nicolosi (ITA) |

| 11 de fevereiro de 2024 10:30 | Súmula | Japão                                      | 17–4 | Cazaquistão        | Aspire Dome, Doha Árbitros: Natalia Markopoulou (GRE), Jennifer McCall (USA) |
| 11 de fevereiro de 2024 10:30 | Súmula | Pontuação por períodos: 3–2, 5–0, 5–2, 4–0 |      |                    | Aspire Dome, Doha Árbitros: Natalia Markopoulou (GRE), Jennifer McCall (USA) |
| 11 de fevereiro de 2024 10:30 | Súmula | Inaba 3                                    | Gols | quatro jogadores 1 | Aspire Dome, Doha Árbitros: Natalia Markopoulou (GRE), Jennifer McCall (USA) |

### Semifinais do 9º ao 12º lugares
| 13 de fevereiro de 2024 12:00 | Súmula | China                                      | 7–9  | Roménia     | Aspire Dome, Doha Árbitros: György Kun (HUN), Andreia Stanojević (SRB) |
| 13 de fevereiro de 2024 12:00 | Súmula | Pontuação por períodos: 2–1, 2–2, 1–4, 2–2 |      |             | Aspire Dome, Doha Árbitros: György Kun (HUN), Andreia Stanojević (SRB) |
| 13 de fevereiro de 2024 12:00 | Súmula | Chen Z., Zhang C. 3                        | Gols | Georgescu 3 | Aspire Dome, Doha Árbitros: György Kun (HUN), Andreia Stanojević (SRB) |

| 13 de fevereiro de 2024 13:30 | Súmula | Austrália                                  | 10–16 | Estados Unidos    | Aspire Dome, Doha Árbitros: Alessandro Severo (ITA), Stanko Ivanovski (MNE) |
| 13 de fevereiro de 2024 13:30 | Súmula | Pontuação por períodos: 3–4, 4–5, 1–3, 2–4 |       |                   | Aspire Dome, Doha Árbitros: Alessandro Severo (ITA), Stanko Ivanovski (MNE) |
| 13 de fevereiro de 2024 13:30 | Súmula | Pavillard 6                                | Gols  | Bowen, Woodhead 3 | Aspire Dome, Doha Árbitros: Alessandro Severo (ITA), Stanko Ivanovski (MNE) |

### Semifinais do 5º ao 8º lugares
| 15 de fevereiro de 2024 12:00 | Súmula | Montenegro                                          | 13–14 | Grécia    | Aspire Dome, Doha Árbitros: Alessandro Severo (ITA), Xavi Buch (ESP) |
| 15 de fevereiro de 2024 12:00 | Súmula | Pontuação por períodos: 2–2, 3–4, 1–2, 4–2 PEN: 3–4 |       |           | Aspire Dome, Doha Árbitros: Alessandro Severo (ITA), Xavi Buch (ESP) |
| 15 de fevereiro de 2024 12:00 | Súmula | Đ. Radović 3                                        | Gols  | Kakaris 3 | Aspire Dome, Doha Árbitros: Alessandro Severo (ITA), Xavi Buch (ESP) |

| 15 de fevereiro de 2024 14:30 | Súmula | Sérvia                                     | 11–10 | Hungria   | Aspire Dome, Doha Árbitros: Andrei Franulovic (CRO), Darren Spiritosanto (USA) |
| 15 de fevereiro de 2024 14:30 | Súmula | Pontuação por períodos: 5–2, 2–5, 2–1, 2–2 |       |           | Aspire Dome, Doha Árbitros: Andrei Franulovic (CRO), Darren Spiritosanto (USA) |
| 15 de fevereiro de 2024 14:30 | Súmula | S. Rašović 3                               | Gols  | Zalánki 3 | Aspire Dome, Doha Árbitros: Andrei Franulovic (CRO), Darren Spiritosanto (USA) |

### Semifinais
| 15 de fevereiro de 2024 16:00 | Súmula | Espanha                                    | 6–8  | Itália           | Aspire Dome, Doha Árbitros: Boris Margeta (SLO), György Kun (HUN) |
| 15 de fevereiro de 2024 16:00 | Súmula | Pontuação por períodos: 1–1, 1–3, 1–2, 3–2 |      |                  | Aspire Dome, Doha Árbitros: Boris Margeta (SLO), György Kun (HUN) |
| 15 de fevereiro de 2024 16:00 | Súmula | Larumbe, Munárriz 2                        | Gols | três jogadores 2 | Aspire Dome, Doha Árbitros: Boris Margeta (SLO), György Kun (HUN) |

| 15 de fevereiro de 2024 17:30 | Súmula | Croácia                                             | 17–16 | França  | Aspire Dome, Doha Árbitros: Michiel Zwart (NED), Zhang Liang (CHN) |
| 15 de fevereiro de 2024 17:30 | Súmula | Pontuação por períodos: 3–2, 3–3, 3–1, 2–5 PEN: 6–5 |       |         | Aspire Dome, Doha Árbitros: Michiel Zwart (NED), Zhang Liang (CHN) |
| 15 de fevereiro de 2024 17:30 | Súmula | Fatović 3                                           | Gols  | Bouet 3 | Aspire Dome, Doha Árbitros: Michiel Zwart (NED), Zhang Liang (CHN) |

### Decisão do 15º lugar
| 13 de fevereiro de 2024 09:00 | Súmula | África do Sul                              | 11–10 | Cazaquistão | Aspire Dome, Doha Árbitros: David Couper (NZL), Asumi Tsuzaki (JPN) |
| 13 de fevereiro de 2024 09:00 | Súmula | Pontuação por períodos: 3–0, 4–3, 1–4, 3–3 |       |             | Aspire Dome, Doha Árbitros: David Couper (NZL), Asumi Tsuzaki (JPN) |
| 13 de fevereiro de 2024 09:00 | Súmula | Swanepoel 4                                | Gols  | Akhmetov 3  | Aspire Dome, Doha Árbitros: David Couper (NZL), Asumi Tsuzaki (JPN) |

### Decisão do 13º lugar
| 13 de fevereiro de 2024 10:30 | Súmula | Brasil                                     | 11–22 | Japão   | Aspire Dome, Doha Árbitros: Zhang Liang (CHN), Nóra Debreceni (HUN) |
| 13 de fevereiro de 2024 10:30 | Súmula | Pontuação por períodos: 4–6, 2–5, 3–5, 2–6 |       |         | Aspire Dome, Doha Árbitros: Zhang Liang (CHN), Nóra Debreceni (HUN) |
| 13 de fevereiro de 2024 10:30 | Súmula | R. Real 3                                  | Gols  | Inaba 7 | Aspire Dome, Doha Árbitros: Zhang Liang (CHN), Nóra Debreceni (HUN) |

### Decisão do 11º lugar
| 15 de fevereiro de 2024 09:00 | Súmula | China                                      | 7–17 | Austrália            | Aspire Dome, Doha Árbitros: Andreia Stanojević (SRB), Hélène Painchaud (CAN) |
| 15 de fevereiro de 2024 09:00 | Súmula | Pontuação por períodos: 2–8, 0–4, 1–4, 4–1 |      |                      | Aspire Dome, Doha Árbitros: Andreia Stanojević (SRB), Hélène Painchaud (CAN) |
| 15 de fevereiro de 2024 09:00 | Súmula | Chen Z. 3                                  | Gols | Maksimović, Mercep 4 | Aspire Dome, Doha Árbitros: Andreia Stanojević (SRB), Hélène Painchaud (CAN) |

### Decisão do 9º lugar
| 15 de fevereiro de 2024 10:30 | Súmula | Roménia                                    | 9–13 | Estados Unidos  | Aspire Dome, Doha Árbitros: Stanko Ivanovski (MNE), David Couper (NZL) |
| 15 de fevereiro de 2024 10:30 | Súmula | Pontuação por períodos: 2–5, 2–2, 4–3, 1–3 |      |                 | Aspire Dome, Doha Árbitros: Stanko Ivanovski (MNE), David Couper (NZL) |
| 15 de fevereiro de 2024 10:30 | Súmula | Georgescu 4                                | Gols | Bowen, Irving 3 | Aspire Dome, Doha Árbitros: Stanko Ivanovski (MNE), David Couper (NZL) |

### Decisão do 7º lugar
| 17 de fevereiro de 2024 10:30 | Súmula | Montenegro                                          | 16–18 | Hungria   | Aspire Dome, Doha Árbitros: Alessandro Severo (ITA), Andreia Stanojević (SRB) |
| 17 de fevereiro de 2024 10:30 | Súmula | Pontuação por períodos: 3–4, 3–2, 3–3, 5–5 PEN: 2–4 |       |           | Aspire Dome, Doha Árbitros: Alessandro Severo (ITA), Andreia Stanojević (SRB) |
| 17 de fevereiro de 2024 10:30 | Súmula | Vujović 4                                           | Gols  | Zalánki 4 | Aspire Dome, Doha Árbitros: Alessandro Severo (ITA), Andreia Stanojević (SRB) |

### Decisão do 5º lugar
| 17 de fevereiro de 2024 16:00 | Súmula | Grécia                                     | 15–11 | Sérvia     | Aspire Dome, Doha Árbitros: Andrei Franulovic (CRO), Matan Schwartz (ISR) |
| 17 de fevereiro de 2024 16:00 | Súmula | Pontuação por períodos: 5–2, 3–3, 2–4, 5–2 |       |            | Aspire Dome, Doha Árbitros: Andrei Franulovic (CRO), Matan Schwartz (ISR) |
| 17 de fevereiro de 2024 16:00 | Súmula | Gkiouvetsis, Kakaris 3                     | Gols  | Drašović 3 | Aspire Dome, Doha Árbitros: Andrei Franulovic (CRO), Matan Schwartz (ISR) |

### Disputa pelo bronze
| 17 de fevereiro de 2024 11:30 | Súmula | Espanha                                    | 14–10 | França           | Aspire Dome, Doha Árbitros: György Kun (HUN), Darren Spiritosanto (USA) |
| 17 de fevereiro de 2024 11:30 | Súmula | Pontuação por períodos: 4–1, 5–3, 2–2, 3–4 |       |                  | Aspire Dome, Doha Árbitros: György Kun (HUN), Darren Spiritosanto (USA) |
| 17 de fevereiro de 2024 11:30 | Súmula | Granados, Sanahuja 4                       | Gols  | três jogadores 2 | Aspire Dome, Doha Árbitros: György Kun (HUN), Darren Spiritosanto (USA) |

### Final
| 17 de fevereiro de 2024 17:30 | Súmula | Itália                                              | 13–15 | Croácia   | Aspire Dome, Doha Árbitros: Frank Ohme (GER), Sébastien Dervieux (FRA) |
| 17 de fevereiro de 2024 17:30 | Súmula | Pontuação por períodos: 3–2, 2–3, 2–3, 4–3 PEN: 2–4 |       |           | Aspire Dome, Doha Árbitros: Frank Ohme (GER), Sébastien Dervieux (FRA) |
| 17 de fevereiro de 2024 17:30 | Súmula | Fondelli 5                                          | Gols  | Kharkov 4 | Aspire Dome, Doha Árbitros: Frank Ohme (GER), Sébastien Dervieux (FRA) |

## Classificação final
| Posição           | Seleção        |
| ----------------- | -------------- |
| Medalha de ouro   | Croácia        |
| Medalha de prata  | Itália         |
| Medalha de bronze | Espanha        |
| 4                 | França         |
| 5                 | Grécia         |
| 6                 | Sérvia         |
| 7                 | Hungria        |
| 8                 | Montenegro     |
| 9                 | Estados Unidos |
| 10                | Roménia        |
| 11                | Austrália      |
| 12                | China          |
| 13                | Japão          |
| 14                | Brasil         |
| 15                | África do Sul  |
| 16                | Cazaquistão    |

|  | Qualificado para os Jogos Olímpicos de Verão de 2024 |

| Polo aquático no Campeonato Mundial de Esportes Aquáticos de 2024 - Masculino |
| ----------------------------------------------------------------------------- |
| Coácia Campeã (3° título)                                                     |